# Sulino, Hạt Choszczno
Sulino [suˈlinɔ] (tiếng Đức: Ebenau) là một ngôi làng thuộc khu hành chính của Gmina Choszczno, thuộc quận Choszczno, West Pomeranian Voivodeship, ở phía tây bắc Ba Lan. Nó nằm khoảng 5 kilômét (3 mi) phía bắc Choszczno (Arnswalde) và 60 km (37 mi) về phía đông của thủ đô khu vực Szczecin (Stettin).